# Apladianá
Apladianá, en grec moderne : Απλαδιανά, est un village du dème de Mylopótamos, en Crète, en Grèce. Selon le recensement de 2011, la population d'Apladianá compte 203 habitants. Il est situé à une altitude de 260 m et à une distance de 40 km de Réthymnon.

## Recensements de la population
| Recensements | 1900 | 1920 | 1928 | 1940 | 1951 | 1961 | 1971 | 1981 | 1991 | 2001 | 2011 |
| ------------ | ---- | ---- | ---- | ---- | ---- | ---- | ---- | ---- | ---- | ---- | ---- |
| Population   | 153  | 107  | 129  | 195  | 219  | 185  | 183  | 175  | 166  | 180  | 203  |